# Fotogramas de Plata 1960
El lliurament dels 11è Premis Fotogramas de Plata (coneguts oficialment com a Placa San Juan Bosco), corresponents a l'any 1960, lliurats per la revista espanyola especialitzada en cinema Fotogramas, va tenir lloc el 31 de gener de 1961, diada de Sant Joan Bosco, a la residència de la família Nadal-Rodó, propietària de la revista, al barri de Pedralbes (Barcelona). Hi assistiren el delegat provincial d'Informació i Turisme Juan Miret, i el secretari de l'ajuntament de Barcelona Juan Ignacio Bermejo y Gironés.

## Candidatures

### Millor intèrpret de cinema espanyol
| Intèrpret         | Pel·lícula                              | Resultat  |
| ----------------- | --------------------------------------- | --------- |
| Adolfo Marsillach | 091, policía al habla Salto a la gloria | Guanyador |

### Millor intèrpret de cinema estranger
| Intèrpret     | Pel·lícula                 | Resultat  |
| ------------- | -------------------------- | --------- |
| Jeanne Moreau | Le Dialogue des carmélites | Guanyador |